# Полінув (Люблінське воєводство)
Полінув (пол. Polinów) — село в Польщі, у гміні Янів Підляський Більського повіту Люблінського воєводства. Населення — 71 особа (2011).

## Історія
У 1921 році село входило до складу гміни Заканалє Костянтинівського повіту Люблінського воєводства Польської Республіки.
У 1975—1998 роках село належало до Білопідляського воєводства.

## Демографія
Демографічна структура станом на 31 березня 2011 року:
|          | Загалом | Допрацездатний вік | Працездатний вік | Постпрацездатний вік |
| -------- | ------- | ------------------ | ---------------- | -------------------- |
| Чоловіки | 36      | 6                  | 25               | 5                    |
| Жінки    | 35      | 7                  | 17               | 11                   |
| Разом    | 71      | 13                 | 42               | 16                   |

Станом на 10 вересня 1921 року в селі налічувалося 28 будинків та 155 мешканців, з них:
- 78 чоловіків та 77 жінок;
- 108 православних, 43 римо-католики, 4 юдеї;
- 86 українців (русинів), 54 поляки, 4 євреї, 11 осіб іншої національності.